# MLC1
La proteina di membrana MLC1 è una proteina che nell'uomo è codificata dal gene MLC1.
Il MLC1, chiamato anche WKL1) è l'unico gene umano attualmente associato alla leucoencefalopatia megalencefalica con cisti sottocorticali (MLC). Esistono evidenze dell'esistenza di almeno un altro gene per la MLC, ma non è stato mappato né identificato.

## Funzione
La funzione di questo prodotto genetico non è nota; tuttavia, l'omologia con altre proteine suggerisce che potrebbe essere una proteina di trasporto di membrana integrale. Le mutazioni di questo gene sono state associate alla leucoencefalopatia megalencefalica con cisti sottocorticali, un disturbo neurologico autosomico recessivo.
La proteina MLC1 contiene sei domini transmembrana putativi (S1-S6) e una regione di pori (P) tra S5 e S6. Inoltre, MLC1 ha la più alta omologia con il canale del potassio voltaggio-dipendente (Kv1.1) correlato al gene shaker KCNA1. Questa analisi suggerisce che MLC1 potrebbe essere un canale cationico.
Un'analisi immunologica pubblicata nel febbraio 2025 dall'Ospedale Universitario di Bonn (UKB), dall’Università di Bonn e dal FAU Erlangen-Norimberga ha rivelato che il gene MLC1 potrebbe essere ala base dela risposta autoimmune della sclerosi multipla.